# Leipziger Schlagzeugensemble

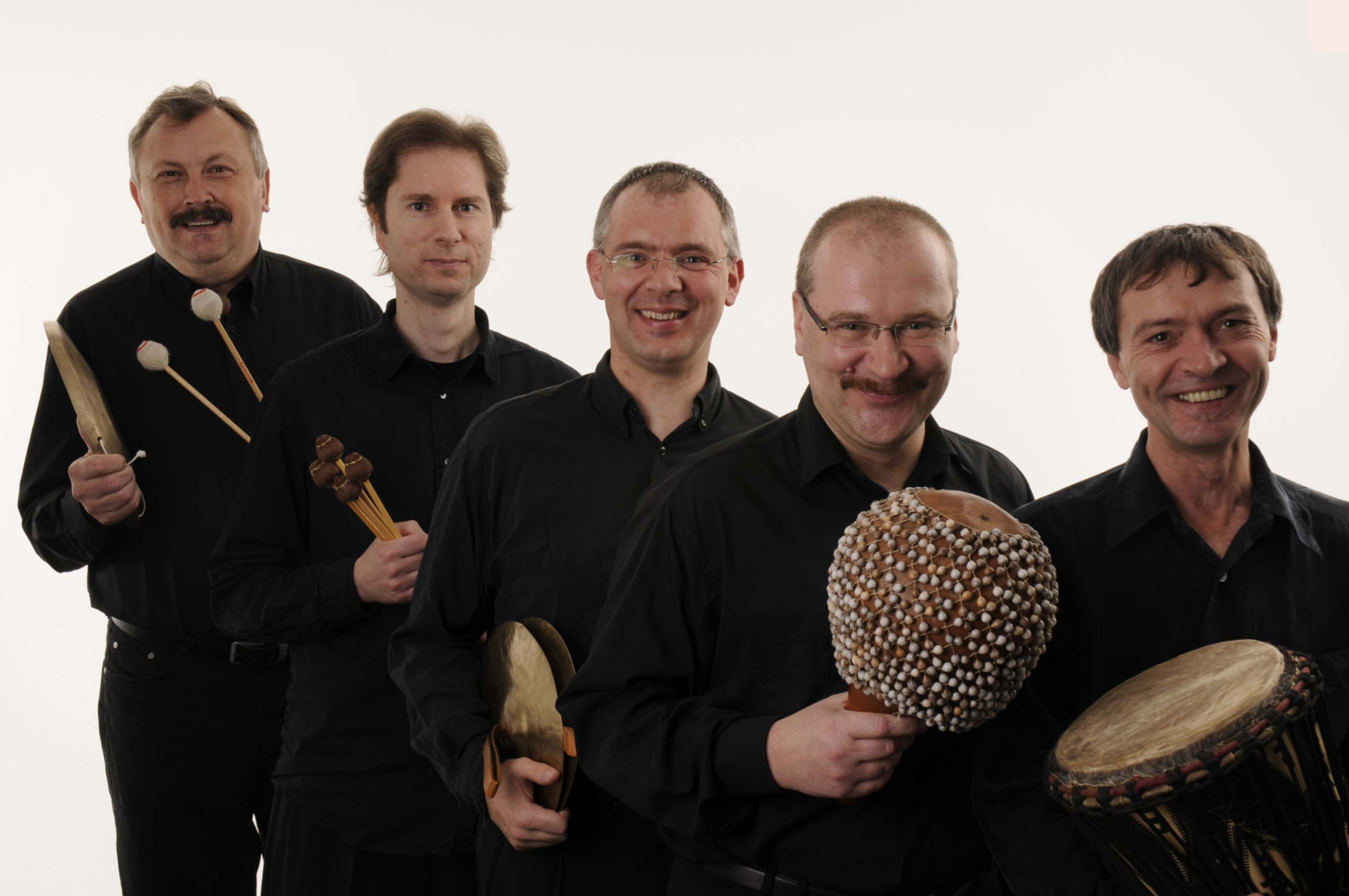
Leipziger Schlagzeugensemble

Das Leipziger Schlagzeugensemble des damaligen Rundfunk-Sinfonieorchesters Leipzig wollte in den 1970er Jahren, dem internationalen Trend folgend, das Schlagzeug als eigenständiges Instrument auf das Konzertpodium bringen. Der Berliner Komponist Christfried Schmidt  widmete 1973 der Schlagzeuggruppe die Komposition "Kammermusik VI". Erst 1983 wurde sie von den vier Schlagzeugern Werner Legutke, Hans-Joachim Naumann, Gerd Schenker und Günter Pauli in Berlin aufgeführt, da erst zu diesem Zeitpunkt die Probleme der Beschaffung des Instrumentariums gelöst werden konnten. Dieses Konzert war Anlass zur Gründung des Leipziger Schlagzeugensembles.

## Aufgaben
Die Aufgaben des Ensembles sind die Interpretationsmöglichkeiten des äußerst vielfältigen Schlagzeuginstrumentariums und bezieht sich nicht nur auf das bisher vorhandene internationale Repertoire,  es initiierte vor allem Komponisten aus dem eigenen Umfeld dazu, neue Werke für Schlagzeug zu schaffen. Eine beachtliche Anzahl neuer Werke, die dadurch entstand, gehört hauptsächlich zum Repertoire.
Das Leipziger Schlagzeugensemble konzertierte u. a. bei den nationalen Festivals für neue Musik in Berlin und Dresden sowie in Leipzig, Erfurt, Weimar, Gera und Halle. Es gastierte 1989 in Heidelberg (Komponistinnen gestern – heute), in Heidenheim (Tonkünstlerfest Baden-Württemberg) in Hannover 1990 (Geöffnete Musiklandschaft), in einem Kurs an der Musikhochschule Karlsruhe,  Duisburg, beim Festival Mitte Europa (1995), 1996 in Bamberg und in Erlangen, sowie beim Festival „Niederösterreich International“ 1996. Mitwirkung bei der Schlagwerkstatt der Musikakademie Rheinsberg 1998, Schweiz-Tournee 2003 mit abschließendem Konzert im Deutschlandfunk in Bonn. Konzerte in der zeitgenössischen Musikszene Leipzig sind für das Leipziger Schlagzeugensemble kontinuierliche Aufgaben ihrer Arbeit und Präsentation.
In Konzerten und Studioaufnahmen beim damaligen Rundfunk der DDR wurden einige Werke aus dem Repertoire des Leipziger Schlagzeugensembles mitgeschnitten bzw. produziert.
Produktionen im Mitteldeutschen Rundfunk Leipzig sind weiterhin Schwerpunkte der Arbeit.
Das Leipziger Schlagzeugensemble setzt sich heute zusammen aus der Schlagzeuggruppe des MDR-Sinfonieorchesters Leipzig, namentlich Gerd Schenker, Stefan Stopora, Winfried Nitzsche, Sven Pauli und Thomas Winkler,
und, je nach Bedarf und Besetzung, aus Schlagzeugern anderer Klangkörper.

## Biografien der Mitglieder

### Gerd Schenker
geb. 1948. Studium an der Deutschen Hochschule für Musik in Berlin bei Otto Reil. Von 1968 bis 1972 Schlagzeuger an der Volksbühne Berlin. Von 1972 bis 1975 Schlagzeuger beim Großen Rundfunkorchester Leipzig. Seit 1975 Schlagzeuger beim Rundfunk-Sinfonieorchester Leipzig, jetzt MDR-Sinfonieorchester. Von 1974 bis 1993 Mitglied  der Gruppe Neue Musik "Hanns Eisler" Leipzig, Mitbegründer des Leipziger Schlagzeug-Duos 1978 und 1982 des Leipziger Schlagzeugensembles. Zahlreiche solistische Tätigkeit und Herausgeber von Schlagzeug-Literatur.

### Stefan Stopora
geb. 1963. Studium an der Hochschule für Musik Leipzig bei Karl Mehlig. 1984–1987 Solo-Pauker in Gera. Seit 1987 stellvertretender Solo-Pauker beim Rundfunk-Sinfonieorchester Leipzig, jetzt MDR-Sinfonieorchester. Mitglied der Kammermusikvereinigung "Avantgarde" Leipzig. Lehrtätigkeit an der Hochschule für Musik und Theater Leipzig.

### Winfried Nitzsche
geb. 1963. Besuch der Spezialschule für Musik und Studium an der Hochschule für Musik Leipzig bei Karl Mehlig. 1984 bis 1988 stellvertretender Solo-Pauker im Theater Dessau, seit 1988 stellvertretender Solo-Pauker in der Radio-Philharmonie Leipzig, jetzt MDR-Sinfonieorchester.

### Sven Pauli
geb. 1969. Studium an der Hochschule für Musik Leipzig bei Karl Mehlig. Mitglied des Schleswig-Holstein-Musikfestivalorchesters. Seit 1990 Schlagzeuger im Rundfunk-Sinfonieorchester Leipzig, jetzt MDR-Sinfonieorchester.

### Thomas Winkler
geb. 1968. Besuch der Musikschule Quedlinburg. Studium an der Hochschule für Musik Weimar bei  Hans-Joachim Naumann (Gründungsmitglied des Leipziger Schlagzeugensembles). Seit 1990 Solo-Schlagzeuger an der Radio-Philharmonie Leipzig, seit 1992 Mitglied des MDR-Sinfonieorchesters.

## Repertoire
| Komponist                | Werk                                                  |
| ------------------------ | ----------------------------------------------------- |
| Steffen Schleiermacher   | "Entgegnung" für 7 Schlagzeuger                       |
| Sextette                 |                                                       |
| Carlos Chávez            | Toccata                                               |
| John Cage                | first construction                                    |
| Friedrich Schenker       | Zweite Allemande                                      |
| Iannis Xenakis           | "Persephassa"                                         |
| Helmut Zapf              | "2 + 4" Zusammenklang für 6 × Percussion              |
| Ellen Hünigen            | "Percussion für 6"                                    |
| Bernd Franke             | "Solo 6fach – erstarrt" für Schlagzeugensemble        |
| Karl-Ottomar Treibmann   | "Schlagkonzert für 6 Schlagzeuger"                    |
| Henry Cowell             | "Pulse"                                               |
| Quintette                |                                                       |
| Steve Reich              | music for pieces of wood                              |
| Hansjürgen Schmidt       | "Nachtstück und Toccata"                              |
| Jarmo Sermilä            | "The mythic man"                                      |
| Georg Katzer             | Schlagmusik 2                                         |
| Quartette                |                                                       |
| John Cage                | second construction                                   |
| John Cage / Lou Harrison | double music                                          |
| Shinichiro Ikebe         | "on the other side of rain"                           |
| Jürgen Buttkewitz        | "progress in the time"                                |
| Ralf Hoyer               | "Permutationen"                                       |
| Christfried Schmidt      | Kammermusik IV                                        |
| Nicolaus A. Huber        | "Herbstfestival"                                      |
| Karl-Heinz Wahren        | "Spirale"                                             |
| Wilfried Satke           | "Lied der Arbeit"                                     |
| Karl Ottomar Treibmann   | Schlagquartett                                        |
| Werner Heider            | "Galerie"                                             |
| Trios                    |                                                       |
| Reinhard Wolschina       | Fantasie                                              |
| Edisson Denissow         | "Strahlen ferner Gestirne im gekrümmten Raum"         |
| Achim Müller Weinberg    | "Treffs"                                              |
| Hansjürgen Schmidt       | "Musik für drei Schlagzeuger"                         |
| Horst Lohse              | "Transitions"                                         |
| Duos                     |                                                       |
| Karl Ottomar Treibmann   | "Unterhaltung zweier Schlagzeuger"                    |
| Karl Ottomar Treibmann   | Schlagsonate                                          |
| Bernd Franke             | "3 x Virtuoses für 2 × 1 Schlagzeuger"                |
| Hermann Keller           | Szene für 2 Schlagzeuger                              |
| Günter Neubert           | Dithyrambus                                           |
| Edisson Denissow         | "Entstehen – Vergehen"                                |
| Helmut Bornefeld         | Duo concertant                                        |
| Younghi Pagh-Paan        | "Tsi-shin/Ta Ryong III"                               |
| Steffen Schleiermacher   | Studie für zwei Schlagzeuger                          |
| Václav Kučera            | "Ex abrupto"                                          |
| Solo-Stücke              |                                                       |
| Iannis Xenakis           | "Psappha"                                             |
| Friedrich Schenker       | Solo IV                                               |
| Georg Katzer             | Schlagmusik 1                                         |
| Reiner Bredemeyer        | Schlagstück I                                         |
| Paul-Heinz Dittrich      | "Assisi"                                              |
| Wilfried Krätzschmar     | Solitude III – "serenade noire"                       |
| Helmut Lachenmann        | Interieur I                                           |
| Ruth Zechlin             | "Beschwörungen"                                       |
| Nicolaus A. Huber        | "Dasselbe ist nicht dasselbe"                         |
| Morton Feldman           | "King of Denmark"                                     |
| Helmut Bornefeld         | "Rituale I und II"                                    |
| Gerd Domhardt            | "Correspondance – Actions pour percussion"            |
| Günter Neubert           | Schlagspieldialog (kann auch als Duo gespielt werden) |

## Diskografie
| Jahr | Titel |                    |
| ---- | --- | ------------------ |
| 2009 | Jean-Luc Darbellay: A Portrait mit dem MDR-Sinfonieorchester und Fabio Luisi                                                                                        |                    |
| 2008 | Zwei Werke von Thomas Christoph Heyde auf der CD bzw. LP "High Culture Motherfucker" Works for Instruments and Live Electronics bei "PHANTOMNOISE RECORDS 014/2008" |                    |
| 2008 | "Leipziger Schlagzeugensemble und…" bei "querstand" | VKJK 0836          |
| 1996 | "Drums + Percussion" Heidenheimer Förderverein für Neue Musik e. V.                                                                                                 | LC 5699            |
| 1996 | in der Reihe des MDR "Dokumente zur mitteldeutschen Musik- und Rundfunkgeschichte 4" Das Leipziger Schlagzeugensemble spielt Schlagmusiken                          | MDR 1995 88043/1-2 |